# جاده زی‌زیکس
جاده زی‌زیکس (به انگلیسی: Zyzzyx Road) فیلمی محصول سال ۲۰۰۶ و به کارگردانی جان پنی است. در این فیلم بازیگرانی همچون کاترین هیگل، لئو گریلو، تام سایزمور ایفای نقش کرده‌اند.
فیلم جاده زی‌زیکس با کسب درآمد گیشه ۳۰ دلار، کم‌فروش‌ترین فیلم در تاریخ سینمای آمریکا است.